# Гаррі Маллін
Гаррі Маллін (англ. Harry Mallin; 1 червня 1892 — 8 листопада 1969) — британський боксер, дворазовий олімпійський чемпіон (1920 та 1924 роки). 

## Аматорська кар'єра
Олімпійські ігри 1920
- 1/8 фіналу. Переміг Джозефа Кренстона (США)
- 1/4 фіналу. Переміг Самуеля Лагонью (США)
- 1/2 фіналу. Переміг Мо Герсковіча (Канада)
- Фінал. Переміг Артура Прадхоума (Канада)

Олімпійські ігри 1924
- 1/8 фіналу. Переміг Джорджа Гівела (Швейцарія)
- 1/4 фіналу. Переміг Гаррі Геннінга (Канада)
- 1/2 фіналу. Переміг Леслі Блека (Канада)
- Фінал. Переміг Джонна Елліотта (Велика Британія)